# João da Silva Telo e Meneses
João da Silva Telo e Meneses, 1.º Conde de Aveiras (c. 1600 – Moçambique, 1651) foi um nobre e militar português. Era senhor de Vagos, alcaide-mor de Lagos e capitão-general do Algarve.
Em 1623, foi nomeado Governador de Mazagão. Em 1625, esteve em Salvador, na Guerra da Restauração. Nomeado em 1640 como 25.º Vice-rei da Índia, onde ficou até 1644. No regresso a Portugal, foi feito Regedor das Justiças. Chegou a ser novamente nomeado Vice-rei da Índia, em 1651, mas morreu a caminho, em Moçambique.
Foi membro do Conselho de Estado e Guerra do Rei Dom Filipe III, e do Rei D. João IV. Era Comendador de Arouca na Ordem de Cristo, e de Moguelas na Ordem de Santiago.

## Dados genealógicos
Era filho de Diogo da Silva, 8.º Senhor de Vagos, alcaide-mor de Lagos, comendador de Messejana e regedor das Justiças, e de sua segunda mulher D. Margarida de Menezes, filha e herdeira de D. João Telo de Menezes, senhor de Aveiras.
Casou com D. Maria de Castro, filha do senhores de Ulhão.
Tiveram:
- Luís da Silva Telo de Menezes, 2.º Conde de Aveiras, igualmente regedor da justiça e Vice-Rei do Estado da Índia[5].